# What's Next
Albums de Frank Marino et Mahogany Rush
Tales of the Unexpected
(1979) Double Live
(1988)
What's Next est le huitième album du groupe canadien Mahogany Rush, le quatrième album paru sous le nom de Frank Marino et Mahogany Rush. Il est paru en mars 1980 sur le label CBS Records et a été produit par Frank Marino.

## Historique
Cet album fut enregistré fin 1979 - début 1980 dans les studios Tempo de Montréal au Québec. Il est le dernier album studio où le nom Mahogany Rush est associé à Frank Marino. Il est aussi le premier sur lequel joue de la guitare rythmique, Vince Marino, le frère de Frank. L'album comprend trois reprises, Roadhouse Blues des Doors, Mona de Bo Diddley et Rock Me Baby immortalisé par B.B. King.
Il atteindra la 88e place du Billboard 200 aux États-Unis et la 70e place des charts canadiens.
Les titres bonus ont été enregistrés en 1983 à Salinas en Californie pendant la tournée de promotion de l'album solo de Frank Marino, Juggernaut (1982).

## Liste des titres
Face 1
| No | Titre                     | Auteur               | Durée |
| -- | ------------------------- | -------------------- | ----- |
| 1. | You Got Livin'            | Frank Marino         | 4:36  |
| 2. | Finish Line               | F. Marino            | 4:07  |
| 3. | Rock Me Baby              | B.B. King, Joe Josea | 4:46  |
| 4. | Something's Comin'Our Way | F. Marino            | 6:42  |

Face 2
| No | Titre                      | Auteur                                                    | Durée |
| -- | -------------------------- | --------------------------------------------------------- | ----- |
| 5. | Roadhouse Blues            | John Densmore, Robbie Krieger, Ray Manzarek, Jim Morrison | 5:25  |
| 6. | Loved By You               | F. Marino                                                 | 8:40  |
| 7. | Rock 'N' Roll Hall of Fame | F. Marino                                                 | 4:06  |
| 8. | Mona                       | Bo Diddley                                                | 4:24  |

Titres bonus réédition 2006
| No  | Titre                      | Auteur    | Durée |
| --- | -------------------------- | --------- | ----- |
| 9.  | Midnight Highway           | F. Marino | 4:00  |
| 10. | Maybe It's Time            | F. Marino | 6:01  |
| 11. | Juggernaut                 | F. Marino | 4:06  |
| 12. | Something's Coming Our Way | F. Marino | 4:55  |
| 13. | Strange Dreams             | F. Marino | 6:32  |

## Musiciens
- Frank Marino : chant, lead guitare
- Paul Harwood : basse
- Jimmy Ayoub : batterie sauf titres bonus
- Vince Marino : guitare rythmique

Musiciens additionnels
- Jim Zeller : harmonica sur Roadhouse Blues
- Timm Biery : batterie sur les titres bonus

## charts
| Pays       | Durée du classement | Meilleur classement |
| ---------- | ------------------- | ------------------- |
| Canada     | 5 semaines          | 70e                 |
| États-Unis | 9 semaines          | 88e                 |